# رئوف حقیقی
رئوف (زاده ۱۳۵۴) هنرمند نقاش ایرانی‌الاصل بریتانیایی است که شهرتش را مدیون پرتره‌ها و نقاشی‌های رئالیسم‌اش می‌باشد.
حقیقی در سال ۱۳۵۵ در شیراز به دنیا آمد. پدرش نیز هنرمند بود و در ایران بود که وی شروع به یادگیری نقاشی کرد. حقیقی یک هنرمند خود آموخته است و از سال ۱۹۹۵ تاکنون نمایشگاههای گروهی و انفرادی بسیاری از آثار هنری خود در سطح بین المللی و در ایران، انگلستان، آمریکا، جمهوری چک، اسپانیا و ایرلند برگزار کرده است.

## جوایز
- ۲۰۱۱، ۲۰۱۵، ۲۰۱۷ - جایزه پرتره BP ، گالری ملی پرتره ، لندن، انگلستان [۱][۴][۵][۶]
- ۲۰۱۷ - برنده جایزه کاسه یادبود طلا برای بهترین اثر مینیاتوری در نمایشگاه انجمن سلطنتی نقاشان، مجسمه سازان و گورهای مینیاتور ، لندن، انگلستان [۷]
- ۲۰۱۶ - برنده کلی مسابقه جکسون «طراحی شده در رقابت»، لوازم هنری جکسون، لندن، انگلستان [۸]
- ۲۰۱۴ - هنرمند پرتره سال Sky Arts سال ۲۰۱۴ برنده هیت لندن [۹][۱۰]
- ۲۰۱۱ - برنده کلی - هنرمند سال مجله Artists & Illustrators [۱۱]

## نمایشگاه‌ها
- گالری شهر پراگ - خانه زنگ سنگی اتحاد مجدد شعر و فلسفه ۳ مارس تا ۴ آوریل ۲۰۱۸ [۱۲]
- جایزه پرتره BP ۲۰۱۷ - گالری ملی پرتره، لندن - ۲۲ ژوئن تا ۲۴ سپتامبر ۲۰۱۷ [۱۳]
- انجمن سلطنتی نقاشان مینیاتور. ۲۰ سپتامبر تا ۱ اکتبر ۲۰۱۷ در مال گالری، لندن.[۷]
- جایزه پرتره BP ۲۰۱۵ - ژوئن تا سپتامبر ۲۰۱۵ - گالری ملی پرتره، لندن [۶]
- جایزه پرتره BP ۲۰۱۱ گالری ملی پرتره، لندن – گالری هنری ولورهمپتون [۵]